# Strausberg
Strausberg er en by i Landkreis Märkisch-Oderland i den tyske delstat Brandenburg.

## Geografi
Byen ligger i dag helt øst i Tyskland, og 30 km øst for Berlin, 30 km vest for grænsen til Polen, 20 km vest for Seelow.

## Historie
Fra 1952 til 1993 var Seelow administrationsby i Kreis Strausberg.

### Sovjetisk okkupation og DDR-epoken 1945-1990
Den 31. oktober 1948 indviedes den forlængede jernbanestrækning for Berlins S-Bahne, hvorved Strausbergs jernbanestation blev knyttet til S-banen (linje S5). I 1955-56 blev strækningen yderligere forlænget til stationen Strausberg Nord.
År 1952 blev byen hovedsæde i det nydannede Kreis Strausberg i Bezirk Frankfurt (Oder) i DDR. Fra 1954 var Kasernierten Volkspolizei, foregængeren til DDR's forsvarsministerium placeret ved Struzberg-kasernerne i det nordlige Strausberg, og blev i 1956 til Ministerium für Nationale Verteidigung, MfNV, generalstab og ledelse for DDR's hær, Nationale Volksarmee. Fra 1957 lå endvidere DDR's flyvevåbens hovedkvarter ved Barnim-kasernerne syd for byen.

## Venskabsbyer
- Dębno (Polen)
- Frankenthal (Tyskland)
- Terezín (Tjekkiet)

## Billede
- Den gamle by i Strausberg
- Strausberg see
- Bymur i Strausberg

- Strausberger bybane - ved stationen
- S-Bahnhof Strausberg Stadt
- Strausberger bybane